# Carl Alfred Träff

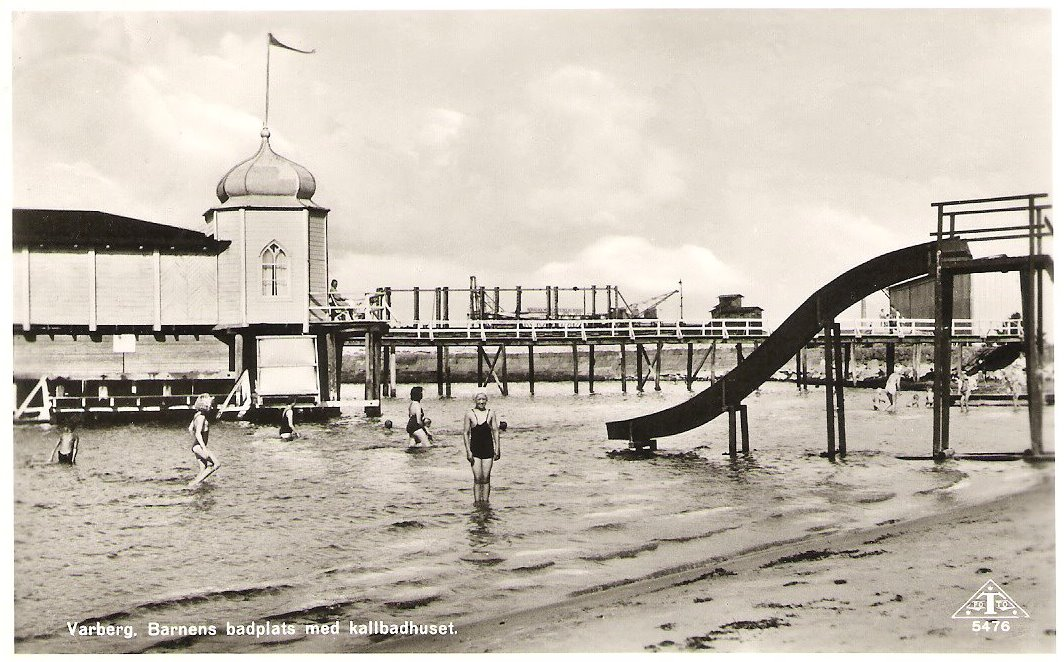
Varbergs kallbadhus fotograferat av Carl Alfred Träff på 1940-talet.

Carl Alfred Träff, född 25 februari 1880 i Nottebäcks församling, Kronobergs län, död 27 februari 1947 i Göteborg, var en svensk fotograf, verksam i Göteborgsområdet, mest känd för sina förlagor till vykort.
Carl Alfred Träff föddes i Norrhult, Nottebäcks socken. Han var son till indelte soldaten Carl Johan Träff och dennes hustru Matilda. Föräldrarna drev senare järnvägshotellet i Norrhult. Sönerna i familjen blev hyttpojkar på glasbruket, som var ortens enda industri.
Träff flyttade till Göteborg 1906 och kallade sig då handelsagent. Han blev senare fotograf och fanns 1908 i Hotel Bristols fastighet på Packhusplatsen. Han flyttade sedan runt i Göteborg och Bohuslän; mellan 1908 och 1922 fanns han registrerad på elva olika adresser i Göteborg och Uddevalla. Det första kända vykortet signerat Träff är poststämplat 1908. Motivet är en fabrik på Hisingen, och kortet skickades av Träff själv till ledningen för företaget.
Carl Alfred Träff saknade själv bil och körkort, och tog sig därför fram längs Bohuskusten och på Göta kanal med båt, tåg eller cykel, när han fotograferade bilder till vykort. Han beskrivs som mycket noggrann, och kunde vänta i timmar på rätt ljusförhållanden vid en tagning. Vykorten gavs ut dels på Träffs eget förlag, dels på Lindenhags förlag. Träff producerade under sin livstid omkring 8 600 vykort.
Träff var en sällskapligt sinnad person som hade många bekanta, men få nära vänner. Han gifte sig aldrig.
Efter Träffs död 1947 flyttades hans glasplåtar till arkivet på Lindenhags förlag. På 1990-talet förvarades detta arkiv på Nääs fabriker i Tollered, och under den perioden försvann en del av Träffs glasplåtar. Omkring år 2000 såldes hela samlingen, och den nye ägaren sålde glasplåtarna vidare till olika samlare. Detta gör det omöjligt att få en samlad bild av Träffs vykortsproduktion.
Göteborgs Vykortsklubb beslöt 1994 att registrera Carl Alfred Träffs numrerade vykort.